# Дженни Тамбури
Дженни Тамбури (наст. Лучана Тамбурини, 27 ноября 1952, Рим — 1 мая 2006, там же), иногда указана как Лучана Делла Роббиа, итальянская актриса и телеведущая.
Лучана Тамбурини родилась в Риме. В 17 лет дебютировала на сцене с Джонни Дорелли, в  Aggiungi un posto a tavola. Кинодебют состоялся в 1970 году в фильме Витторио Каприоли Блеск и нищета мадам Руаяль, где её партнёром был Уго Тоньяцци. В картине La seduzione предстала в образе незабываемой femme fatale (1973). Активно снималась в жанровом кино, особенно в джалло и в эротических комедиях «по-итальянски».
После ухода на покой начала карьеру ассистента режиссёра и открыла театральную школу в Риме.
Страдала от рака, умерла 1 мая 2006 года в Риме.

## Избранная фильмография
- Splendori е miserie-ди-мадам Рояль (1970)
- Fiorina la vacca(1972)
- Улыбнись перед смертью (1972)
- La seduzione (1973)
- Women in Cell Block 7 (1973)
- La prova d’amore  (1974)
- Грешные монахини Святого Валентина (1974)
- Непреднамеренные прегрешения (1975)
- Франкенштейн — в итальянском стиле (1975)
- Подозрительная смерть несовершеннолетней (1975)
- Скандал в семье (1975)
- Donna… cosa si fa per te (1976)
- Кровь и пули (1976)
- Confessions of a Frustrated Housewife  (1976)
- Джованнино (1976)
- Dove volano i corvi d’argento  (1977)
- Melodrammore (1977)
- Семь нот в темноте (1977)
- Liquirizia (1979)
- Bello di mamma (1980)
- Il tango della gelosia  (1981)
- Pierino la peste alla riscossa (1982)
- Желание подсматривать (1986)